# Elyas Afewerki
Elyas Afewerki (Mendefera, 27 december 1992) is een Eritrees wielrenner die anno 2018 rijdt voor Start Team Gusto.

## Carrière
In 2016 won hij samen met Tesfom Okubamariam, Amanuel Gebrezgabihier en Mekseb Debesay de ploegentijdrit tijdens het continentale kampioenschap. Twee maanden later won Afewerki de vierde etappe in de Ronde van Eritrea.

## Overwinningen
2016
 Afrikaans kampioen ploegentijdrijden, Elite
4e etappe Ronde van Eritrea

## Ploegen
- 2016 –  Sharjah Team (vanaf 1-4)
- 2017 –  Start-Vaxes Cycling Team
- 2018 –  Start Team Gusto

Afewerki · Aular · Bazán · Coward · Gonzáles · Gonzales · León · Montellano · Musie · Quintero · Villanueva